# Banyuwangi (Banyumas)
Banyuwangi is een bestuurslaag in het regentschap Pringsewu van de provincie Lampung, Indonesië. Banyuwangi telt 4035 inwoners (volkstelling 2010).